# Вила Палас
Вила Палас се налази у Врњачкој Бањи и представља непокретно културно добро као споменик културе.
Вила Палас саграђена је у периоду између 1924. и 1926. године, према пројекту врњачког инжењера Гамалејева, а обликована је у духу специфичног класицизма распрострањеног у француским колонијама северне Африке. Узор при изради пројекта виле била је разгледница, коју је власница добила од супруга из Алжира.
Академско симетрично решење грађевине са два бочна истурена ризалита на предњој страни, као и хармоничност компоновања архитектонских елемената – лучних отвора у приземљу, а правоугаоних на спрату, показују тежњу ка постизању репрезентативности по угледу на мале француске племићке дворце. Вила је спратна, правоугаоне основе, са кухињом и оставом у сутерену, а у приземљу и на спрату са собама за госте. На спратовима оба ризалита сачувани су полукружни балкони са оградама од кованог гвожђа. Декоративне елементе фасаде чине рељефно изведене балустраде испод прозора, профилисани абакуси лажних капитела, допрозорници и наглашен кордонски венац.
У овом пансиону, који је био чест мотив на бањским разгледницама, боравиле су многе познате личности, а најпопуларнија је била глумица Жанка Стокић.